# الشرح الممتع
كتاب الشرح الممتع على زاد المستقنع تأليف الشيخ محمد بن صالح العثيمين شرح لكتاب زاد المستقنع وهو متن يختصر كتاب المقنع لابن قدامة في الفقه الحنبلي، أساسه دروس مسجدية جمعت ثم نقحت في كتاب واحد.

## الغرض من تأليف الكتاب
يُعتبر متن زاد المستقنع من المتون المشهورة والمخدومة بالتحقيق والتحشية والشرح عند المتأخرين من الحنابلة، وهو متن قليل الالفاض كثير المعاني اقتصر فيه مؤلفه على قول واحد يعتبره الراجح من مذهب الإمام أحمد، وقد اعتنى بالكتاب العلماء والمدرسون في المملكة العربية السعودية ومنهم الشيخ عبدالرحمن بن ناصر السعدي الذي كان يُدرِس الكتاب للشيخ محمد بن صالح العثيمين ويحثه على حفظه. ثم صار الشيخ ابن العثيمين يُدرسه للناس في الجامع الكبير بعُنيزة ويشرحه لهم، وكانت هذة المجالس تُسجل ويتم تداولها على أشرطة الكاسيت. ثم قام بعض طلاب الشيخ بتتبع هذه المادة الصوتية وتصنيفها وترتيبها وتخريج أحاديثها وإخراجها في كتاب ثم راجعها الشيخ وأخرج كتاب «الشرح الممتع على زاد المستقنع».
وقد وصف في المقدمة هذا التسلسل للعمل:
| الشرح الممتع | ولما كثر تداوله بين الناس...قام الشيخان سليمان أبا الخيل، وخالد المشيقح بإخراجه في كتاب سمي "الشرح الممتع على زاد المستقنع" فخرجا أحاديثه، ورقما آياته، وعلقا عليه ما رأياه مناسبًا، وطبعاه الطبعة الأولى، فجزاهما الله خيرًا .. ولما كان الشرح بالتقرير لا يساوي الشرح بالتحرير، من حيث انتقاء الألفاظ، وتحرير العبارة، واستيعاب الموضوع، تبين أن من الضروري إعادة النظر في الكتاب وتهذيبه وترتيبه،وقد تم ذلك فعلًا - والحمد لله - فحذفنا ما لا يحتاج إليه، وزدنا ما تدعو الحاجة إليه، وأبقينا الباقي على ما كان عليه. | الشرح الممتع |

## معلومات عن الكتاب

متن زاد المستقنع وهو اختصار المقنع لابن قدامة في الفقه الحنبلي

يقع الكتاب في خمسة عشر جزءًا نشرته دار ابن الجوزي ويحوي الكتاب على مقدمه للمؤلف، ثم شرح من المؤلف لمقدمة كتاب زاد المستقنع، ثم بعد ذلك يدلف المؤلف في شرح الزاد مقسماً له على 28 ثمانية وعشرين كتابًا هي أبواب الفقه مبتدئاً بكتاب الطهارة مختتماً بكتاب الإقرار. وهي كالتالي
- المجلد الأول: المقدمة - الطهارة
- المجلد الثاني: الصلاة (الشروط -المكروهات)
- المجلد الثالث: تابع الصلاة (صفة الصلاة -السهو)
- المجلد الرابع: تابع الصلاة (التطوع -الخوف)
- المجلد الخامس: تابع الصلاة (الجمعة -الإستسقاء) الجنائز
- المجلد السادس: الزكاة - الصوم
- المجلد السابع: المناسك
- المجلد الثامن: الجهاد - البيع (الشروط -الربا والصرف)
- المجلد التاسع: تابع البيع (بيع الأصول والثمار-المزارعة)
- المجلد العاشر: تابع البيع (الإجارة-اللقيط)
- المجلد الحادي عشر: الوقف - العتق
- المجلد الثاني عشر: النكاح
- المجلد الثالث عشر: الطلاق - الرضاع
- المجلد الرابع عشر: الجنايات - الحدود
- المجلد الخامس عشر: الأطعمة - الإقرار

ويتناول في شرح المتن كلمة فكلمة وقد يسهب إن اقتضى الموضوع ذلك، كتفصيله في كلمة «فقه» وأن الفقه معناه شامل ولكن المؤلف قصد الفقه الاصطلاحي. وكذلك تعريجه على أن التقليد جائز للضرورة فقط لمن عجز عن معرفة الأدلة للأحكام. ويحوي في كلامه تنبيهات ومنها استسهال الناس لاستعمال لقب «إمام» حتى لتقال وصفًا لمن لا يستحقها. 
وعند الكلام على الموفق ابن قدامة أسهب في ذكر مؤلفاته ووصفها كالمقنع والكافي والمغني (وهو فقه مقارن) والعمدة ثم استشهد بأبيات في وصف هذه المؤلفات